# Takao (1932)
El crucero pesado Takao (高雄?) fue el primero de los cuatro cruceros pesados clase Takao diseñados con el objeto de mejorar el rendimiento de su predecesor, la clase Myōkō.
La clase Takao fue aprobada en el presupuesto fiscal de 1927 como parte de la estrategia de la Armada Imperial Japonesa. El Takao, como sus otros gemelos fue nombrado en honor a una montaña, en este caso, el Monte Takao localizado a las afueras de Kioto.

## Historia
El Takao fue el buque insignia de su clase. A comienzos de la Segunda Guerra Mundial, fue comandado por el Capitán Asakura Bunji y asignado la Cuarta División de Cruceros del Vicealmirante Nobutake Kondo junto con el Atago y el Maya. A finales de diciembre de 1941, apoyó con su artillería el desembarco de tropas en el Golfo de Lingayen en Luzón, Filipinas.
A comienzos de 1942, el Takao operó en el Mar de Java, con la culminación en la Batalla del Mar de Java a comienzos de marzo. El día 1 de marzo, uno de sus aviones bombardeó el barco mercante holandés “Enggano”. La noche siguiente, el Takao y el Atago atacaron el destructor de los Estados Unidos USS Pillsbury (DD-227), hundiéndolo, sin dejar supervivientes. A primeras horas del 4 de marzo, el Takao, el Atago, el Maya y dos destructores de la Armada Imperial Japonesa atacaron un convoy cerca de Tjilatjap, donde hundieron al destructor de escolta HMAS Yarra (U77), de la Real Armada Australiana, donde tan sólo sobrevivieron 34 de los 151 tripulantes. De esos 34 supervivientes, únicamente 13 quedaban con vida una semana más tarde, cuando fueron rescatados por el submarino holandés K-XI, y llevados a Ceilán.
En junio de 1942 el Atago y el Maya brindaron apoyo durante la invasión de las Islas Aleutianas.
En agosto de 1942 fue asignado a la Operación Ka, el cual tenía por objeto servir de refuerzo durante la Batalla de Guadalcanal y así mismo participó en la Batalla de las Islas Santa Cruz el 26 de octubre.
En 1943, el Takao participó en la evacuación de Guadalcanal.
El 22 de octubre de 1944 se unió a las fuerzas de Takeo Kurita durante la Batalla del Golfo de Leyte. El 23 de octubre atravesaba la Isla Palawan cuando fue atacado por dos submarinos de los Estados Unidos. A las 06:34 recibió el impacto de dos torpedos por lo que tuvo que regresar a Brunéi para reparación. 
El Takao fue dañado tan gravemente que se consideró imposible su regreso a Japón para ser reparado, por lo que fue anclado y utilizado como batería antiaérea flotante en la defensa de Singapur, donde fue atacado por minisubmarinos británicos y puesto definitivamente fuera de servicio.